# ミッドナイトY
ミッドナイトYは、NHK総合テレビで、2008年4月11日（日付上は同年4月12日）から2009年3月まで、不定期で金曜日深夜（土曜日未明）に放送されていた再放送番組の冠タイトルである。

## 概要
過去に放送されたNHKの番組で、特に20・30代の視聴者から寄せられた再放送の要望に応えるものになっている。また、この旨は冒頭にテロップで表示されている。

## 放送時間
前枠の『EYES金曜日・とくせん』の終了後、午前1時（JST）あたりからの開始だった。また終了時刻は、再放送される番組の長さによって毎回変わっていた。